# Egnasia scoliogramma
Egnasia scoliogramma är en fjärilsart som beskrevs av Louis Beethoven Prout 1921. Egnasia scoliogramma ingår i släktet Egnasia och familjen nattflyn. Inga underarter finns listade i Catalogue of Life.